# Hermilepidonotus robustus
Hermilepidonotus robustus är en ringmaskart som först beskrevs av Moore 1905.  Hermilepidonotus robustus ingår i släktet Hermilepidonotus och familjen Polynoidae. Inga underarter finns listade i Catalogue of Life.